# 2023年の台湾
2023年の台湾（2023ねんのたいわん）では、2023年（民国112年）の台湾（中華民国）に関する出来事について記述する。

## 国家元首等
- 総統
  - 第14代: 蔡英文 （2016年5月20日 - ）
- 副総統
  - 第15代: 頼清徳 （2020年5月20日 - ）
- 行政院長
  - 第30代: 蘇貞昌 （2019年1月11日 - 2023年1月31日）
  - 第31代: 陳建仁 （2023年1月31日 - ）
- 行政院副院長
  - 第43代: 沈栄津 （2020年6月19日 - 2023年1月30日）
  - 第44代: 鄭文燦 （2023年1月31日 - ）
- 立法院長
  - 第12代: 游錫堃 （2020年2月1日 - 2024年1月31日）
- 司法院長
  - 第11代: 許宗力（英語版、中国語版） （2016年11月1日 - ）

## できごと

### 3月
- 3月25日 - ホンジュラス、中華民国と断交し、中華人民共和国との国交樹立を発表[1]。ホンジュラスとの断交により、中華民国との国交を維持している国は13カ国となった[1]。

### 4月
- 4月8日-10日 - 中国人民解放軍、台湾周辺で大規模軍事演習を実施。

## 死去
- 2月27日 - 辜寛敏、実業家・台湾独立運動家（1926年 -）